# Seseña
Seseña é um município da Espanha, na província de Toledo, comunidade autónoma de Castela-Mancha. Tem 72,68 km² de área e em 2021 tinha 27 466 habitantes (densidade: 377,9 hab./km²). Pertence à comarca de La Sagra, e limita com os municípios de Valdemoro, Ciempozuelos, Aranjuez, Esquivias e Borox.